# Ulipur
Ulipur är ett underdistrikt i Bangladesh. Det ligger i den norra delen av landet, 230 km norr om huvudstaden Dhaka.
Runt Ulipur är det mycket tätbefolkat, med 1 056 invånare per kvadratkilometer.